# Sneekermeergebied
Het Sneekermeergebied is een Natura 2000-gebied (gebiedsnummer 12) met de classificatie 'meren en moerassen'. Het gebied omvat het Sneekermeer, Goengarijpsterpoelen, Terkaplesterpoelen en Akmarijp. De waterdiepte varieert overwegend tussen de 1 en 2 meter. In het gebied komen diverse eilandpolders voor.
De kleine rietgans is een van de drie ganzensoorten waarvoor het Sneekermeergebied kwalificeert onder de Vogelrichtlijn. Het Sneekermeergebied werd op 30 december 2010 door het Ministerie van Economische Zaken, Landbouw en Innovatie definitief aangewezen als Natura 2000-gebied.